# Pseudolabrus rubicundus
Pseudolabrus rubicundus är en fiskart som först beskrevs av Macleay, 1881.  Pseudolabrus rubicundus ingår i släktet Pseudolabrus och familjen läppfiskar. IUCN kategoriserar arten globalt som livskraftig. Inga underarter finns listade i Catalogue of Life.